# Cidadelhe (Mesão Frio)
Cidadelhe ist eine Ortschaft und Gemeinde im Norden Portugals. Cidadelhe liegt am Rio Douro und gehört zum Weinbaugebiet Alto Douro, der ersten geschützten Weinbauregion der Welt, seit 2001 UNESCO-Welterbe. Zu den weiteren Sehenswürdigkeiten zählen die keltiberisch-römischen Ausgrabungen und Ruinen, einige Kirchen und verschiedene Herrenhäuser und Weingüter, die hier seit dem 16. Jahrhundert entstanden.

## Geschichte
Hier bestand die Lusitaner-Ortschaft Civitadella, eine Siedlung der Castrokultur. Im Jahr 134 v. Chr. eroberte und verwüstete Decimus Iunius Brutus Callaicus den Ort. Die Römer verlegten den Ort danach etwas tiefer im Gelände und befestigten ihn neu.
In den königlichen Registern unter König D. Dinis wurde Cidadelhe 1320/21 als eigenständige abgabepflichtige Gemeinde geführt.

## Verwaltung
Cidadelhe ist Sitz einer gleichnamigen Gemeinde (Freguesia) im Kreis (Concelho) von Mesão Frio im Distrikt Vila Real. In ihr leben 131 Einwohner auf einer Fläche von 3 km² (Stand 19. April 2021).
Folgende Orte gehören zur Gemeinde:
| - Bogalheira - Cabo - Cidadelhe - Coterre - Eira Pedrinha - Eira Pedrinha de Baixo - Eira Pedrinha de Cima - Eira Vessada - Fonte Nova | - Jardim - Lugar do Outeiro - Malhada - Matosa - Outeiro - Quinta do Jaime - Ribeiro - Sobreiro - Terreiro |

## Wirtschaft

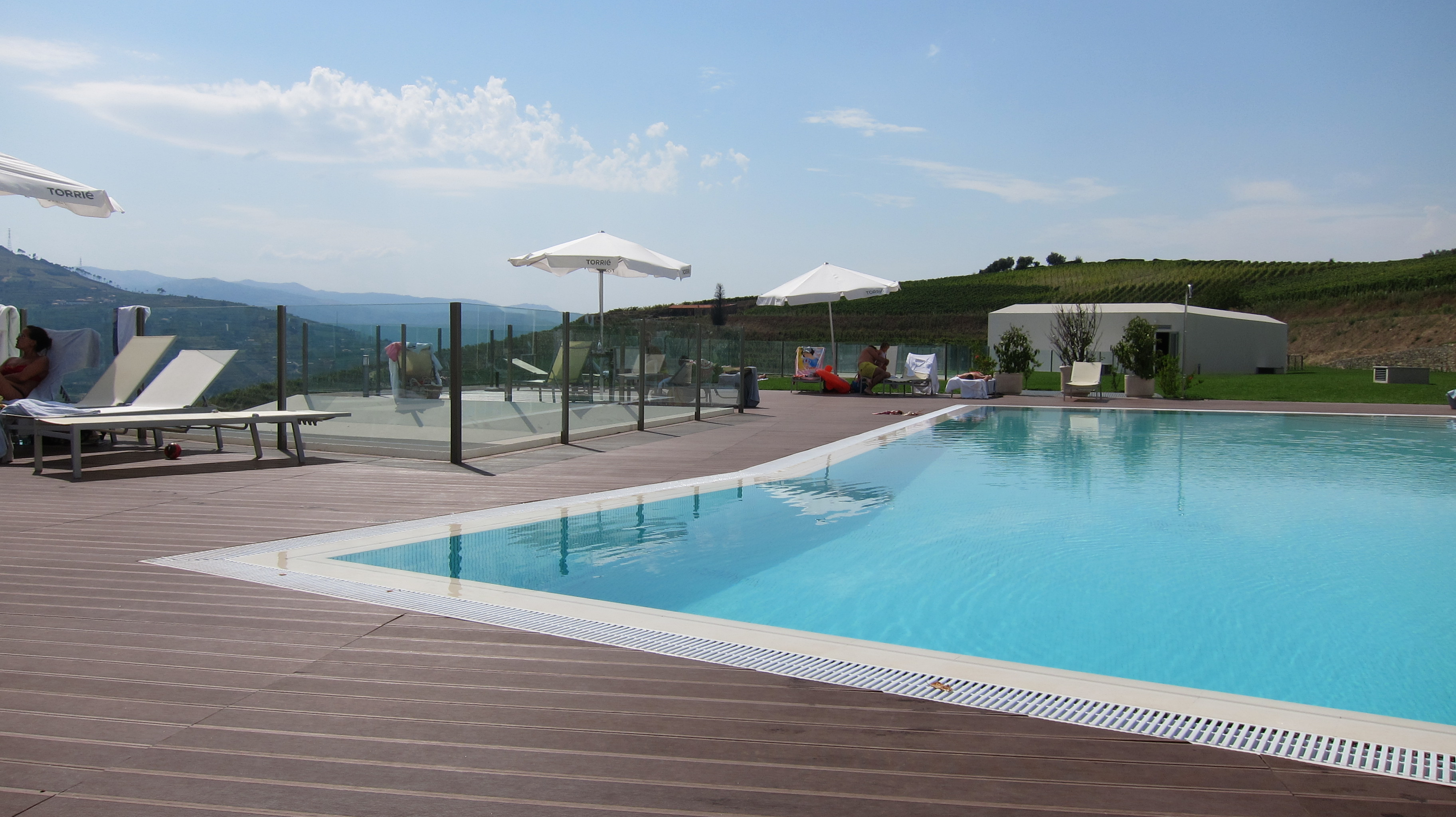
Hotelpool des Água Hotels Douro Scala mit Blick auf das Dourotal

Weinbau ist hier von großer Bedeutung, aber auch Obstanbau und die Produktion von Olivenöl sind zu nennen.
Daneben gewinnt der Fremdenverkehr an Bedeutung, insbesondere seit der Eröffnung der Hotelanlage Água Hotels Douro Scala im Jahr 2012, das in der Quinta do Paço untergebracht ist, einem barocken Landgut aus dem 17. Jahrhundert, dessen Ursprünge im 16. Jahrhundert liegen. Wanderwege sind eingerichtet, so der 12 km lange Percurso Pedestre Cimo da Vila (PR1), der über alte Fußwege durch die umgebenden Erhebungen an alten Kapellen, Weingütern und Dörfern vorbeiführt.